# San Lorenzo Bellizzi
San Lorenzo Bellizzi er en by i Calabrien, Italien med 538 (2023) indbyggere.